# Ballivor
Ballivor (iriska: Baile Íomhair) är en ort i republiken Irland.   Den ligger i grevskapet An Mhí och provinsen Leinster, i den nordöstra delen av landet, 50 km väster om huvudstaden Dublin. Ballivor ligger 65 meter över havet och antalet invånare är 1 727.
Terrängen runt Ballivor är mycket platt, och sluttar österut. Runt Ballivor är det ganska glesbefolkat, med 39 invånare per kvadratkilometer. Närmaste större samhälle är Newtown Trim, 12,9 km öster om Ballivor. Trakten runt Ballivor består i huvudsak av gräsmarker.